# Усадьба Зотова
Усадьба Зотова (палаты Зотова) — памятник архитектуры XVIII—XIX вв. в Москве. Объект культурного наследия федерального значения. Адрес: Кремлёвская набережная, 1/9, строение 8 (главный дом), строение 10 (флигель). На территории усадьбы построен ряд более поздних строений, некоторые из них также являются памятниками архитектуры.

## История
Квартал, где расположилась усадьба, впервые начал застраиваться в XVII веке слободой стрельцов царского стременного полка. После разгона стрелецких волнений Петром I он передал восточную часть квартала своему сподвижнику Никите Зотову. Предполагается, что существующий главный дом усадьбы был выстроен его внучатым племянником Иваном Никитичем Зотовым с использованием основного объёма палат Н. М. Зотова Указывается, что особенности кирпича, плана постройки и перепад окон могут свидетельствовать о датировке существующего здания XVIII веком, однако натурных исследований на предмет датировки не проводилось.
Усадьба многократно перестраивалась: в 1806 году, когда ею владел сенатор, тайный советник А. В. Алябьев (отец композитора), был надстроен мезонин и появились пристройки со стороны двора. В 1812 году новыми владельцами, Шатиловыми, был сооружён двухэтажный корпус вдоль Лебяжьего переулка. В 1814—1817 годах сооружён курдонёр перед усадьбой. В 1821 году дом приобрёл портик на шести колоннах в стиле классицизма.
С 1868 году территорией усадьбы владел губернский сенатор Михаил Александрович Попов, развернувший на её территории строительство водочного завода. В это время были построены другие двухэтажные корпуса по Лебяжьему переулку, замкнувшие линию его застройки. В 1878—1908 годах следующими хозяевами усадьбы были потомственные граждане Протопоповы, при которых предприятие продолжало действовать под названием «Товарищество водочного завода преемников вдовы Поповой».
В 1911 году усадьбу приобрёл Пётр Гаврилович Солодовников, разместивший в основном здании коммерческое училище Мазинга. По заказу П. Г. Солодовникова один из служебных корпусов по Лебяжьему переулку был надстроен двумя этажами (архитектор С. М. Гончаров)  и превращён в доходный дом, известный как «Дом с майоликами». В здании   на углу Лебяжьего переулка и улицы Ленивки с фасадом экзотической архитектуры, выходящим на набережную, выступал театр «Ассамблея», в 1917-м размещалась оперная студия С. И. Зимина «Театр миниатюр», «Электротеатр» (синематограф), после революции его сменил «Театр народа».
До Великой Отечественной войны в главном доме усадьбы размещалась Проектная мастерская строительства Дворца Советов. В здании, в частности, работал Борис Иофан, в память о котором размещена мемориальная доска. С 1942 года здание принадлежит Книжной палате, предыдущее здание которой на Новинском бульваре было разрушено при налётах немецкой авиации (ныне Российская книжная палата, с 2013 года является филиалом ИТАР-ТАСС).

## Современное состояние
В 1990-е годы синематограф, объединенный с флигелем общим номером — строение 10, был почти снесён: осталась одна стена с арочным входом.
В середине 30-х годов примерно треть территории усадьбы со стороны Кремля была «ликвидирована» — началось строительство нового Большого Каменного моста (1936—1938). Уцелевшее Главное здание усадьбы оказалось фактически упёртым в монументальный лестничный сход с моста на набережную.
Существовали планы сноса Главного дома — строение 8, в котором размещалась Российская книжная палата, и четырехэтажного флигеля («Дома с майоликами») по Лебяжьему переулку (строение 9) для организации проезда вдоль Большого Каменного моста.
В 2000 году Правительство Москвы выпустило постановление о строительстве в усадьбе «Московского центра малого предпринимательства и ремёсел». Под этим названием скрывался проект элитных апартаментов ООО «О.НИК’С», подконтрольного, по данным СМИ, структурам основателя MiraxGroup Сергея Полонского. В 2001 году был заключён инвестконтракт на реконструкцию объектов, расположенных во владении 1/9/6 на Кремлёвской набережной. Помимо нового строительства девелопер обязался отреставрировать Дом Алябьева, в котором располагалась в то время Российская книжная палата, а также снести и заново отстроить семь объектов, включая жилой дом с майоликами М. А. Врубеля и  А. М. Васнецова, и шесть полуразрушенных, но охраняемых государством строений.
В 2014 году столичные власти из-за споров с Росимуществом (Правительство Москвы заключило контракт, не имея прав собственника на объект) решили разорвать инвестконтракт на реконструкцию квартала на Кремлёвской набережной. В марте 2015 года Арбитражный суд Москвы отклонил иск столичной мэрии в полном объеме; в конце мая того же года суд апелляционной инстанции оставил в силе решение суда первой инстанции. В апреле 2015 года по заявлению ИФНС №5 по г. Москве (из-за неуплаты обязательных платежей в бюджетные и внебюджетные фонды 1 418 231 руб. 74 коп.), по упрощенной процедуре отсутствующего должника, ООО «О.НИК’С» было признано банкротом. Процедура банкротства по разным причинам не завершена до сих пор. В марте 2016 года инвестконтракт всё же был расторгнут,  все правовые акты Правительства Москвы по данному вопросу  утратили силу. В 2016 году Министерство культуры уточнило состав ансамбля федерального значения, внеся в него все строения усадьбы; одновременно была сокращена территория памятника – для переноса в границы владения режимной АЗС с Волхонки. Приказами Департамента культурного наследия города Москвы в мае 2016 года утверждены охранные обязательства собственника или иного законного владельца ОКН (строения 8, 10). Российская книжная палата (преобразована в филиал ИТАР-ТАСС) в 2016 году окончательно освободила здание. С тех пор дом пустует, закрыт фальшфасадом. Двухэтажный флигель по-прежнему пустует, торец разрушен.
В сентябре 2017 года стена-руина бывшего синематографа вдоль Кремлёвской набережной была снесена полностью.
В июне 2018 года власти Москвы выставили флигель усадьбы (строение 10) на аукцион по программе «Рубль за метр» с правом льготной аренды на 49 лет.